# Där världen slutar
Där världen slutar (originaltitel: A Darkling Plain) är den fjärde delen av De vandrande städerna, en bokserie av Philip Reeve.
Där världen slutar vann priset Guardian Children's Fiction Prize och 2007 Los Angeles Times Book Prize for Young Adult Fiction.

## Titel
Bokens andra titel, A Darkling Plain, kommer ursprungligen från Matthew Arnolds Dover Beach.

## Berättelse
Boken utspelar sig sex månader efter händelserna i Grön storm.

## Mottagande
Böckerna möttes av positiva reaktioner från allmänheten och recensenter. Josh Lacey vid The Guardian hyllade den fjärde boken Där världen slutar och var tillfreds med hur serien hade slutat. Tidskriften Kirkus Reviews har gett en stjärnmärkt recension till två av böckerna, Förrädarens guld och Där världen slutar.